# Guipel
Guipel är en kommun i departementet Ille-et-Vilaine i regionen Bretagne i nordvästra Frankrike. Kommunen ligger i kantonen Hédé som tillhör arrondissementet Rennes. År 2022 hade Guipel 1 735 invånare.

## Befolkningsutveckling
Antalet invånare i kommunen Guipel
Referens:INSEE